# Nomofobia

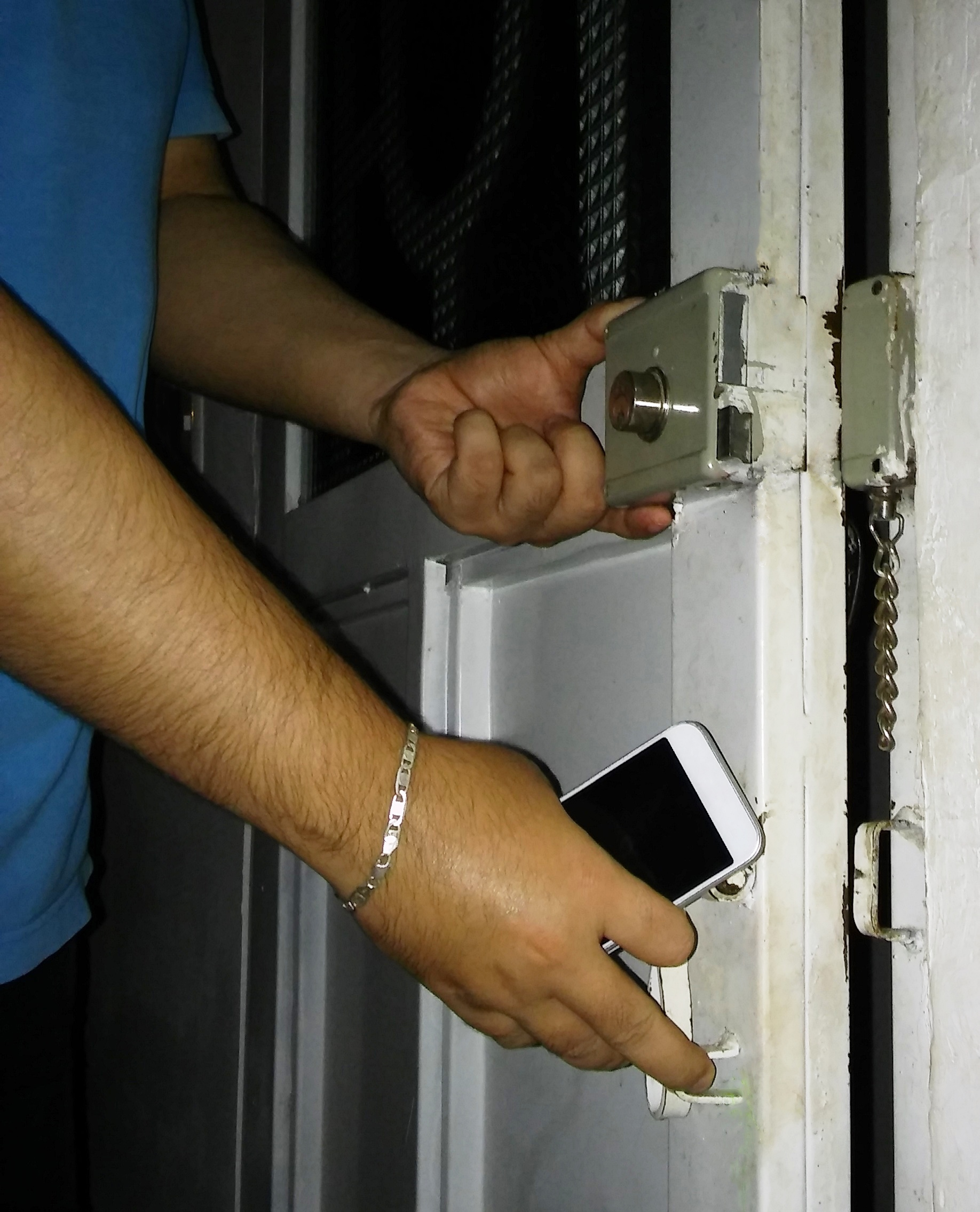
Persona nomofóbica saliendo de su casa.

La nomofobia es el miedo irracional a permanecer un intervalo de tiempo sin un teléfono celular. El término, que es un acrónimo de la expresión inglesa "no-mobile-phone phobia", fue acuñado durante un estudio realizado por la oficina de correos británica Royal Mail y encargado al instituto demoscópico YouGov para estimar la ansiedad que sufren los usuarios de teléfonos móviles.

## Frecuencia
El estudio que determinó esta fobia, realizado por la oficina de correos británica Royal Mail, se llevó a cabo en Reino Unido en 2011 y contó con una muestra de 2163 personas, revelando que casi el 53% de los usuarios de teléfonos móviles en el Reino Unido tienden a sentir ansiedad cuando "pierden su teléfono móvil, se les agota la batería o el crédito, o no tienen cobertura de la red". De acuerdo con el estudio, alrededor del 60% de los hombres y el 20% de las mujeres sufre de la fobia, y un 9% adicional se siente estresado cuando sus móviles están apagados. La investigación también ha demostrado que los niveles de estrés de una persona con nomofobia son equiparables con los nervios que se tienen el día antes de la boda o de la visita al dentista. Respecto de las razones para que la ansiedad se manifestase, el 55% afirmó que era por el hecho de estar "aislado" de las posibles llamadas o mensajes de familiares y amigos, mientras que un escaso 10% afirmó que la causa era su trabajo, ya que le exigía estar conectado permanentemente.
Cifras de IAB México y Millward Brown, señalan que 46% de las personas consideran que sus dispositivos móviles son indispensables, al grado que regresarían a casa si lo llegaran a olvidar.

## Causa
Una de las causas predominantes es el volverse dependiente de los demás, ya que el celular es nuestra herramienta de conexión con las personas, siendo así un problema de autoestima y la necesidad de aceptación y atención por parte del mundo cibernético.
Debido a que la autoestima es un conjunto de pensamientos, percepciones, sentimientos, emociones, evaluaciones propias y comportamientos dirigidos hacia uno mismo, los individuos que sufren nomofobia poseen un bajo índice de autoestima y aceptación a su persona, preocupándose segundo a segundo por la opinión de los demás, mientras establecen una dependencia hacia su smartphone, el cual los mantiene informados sobre discusiones o comentarios dirigidos hacia él o ella. La nomofobia es muy peligrosa.
Otra de las causas, es la inseguridad personal, ya que, si estamos fuera de casa sin el teléfono móvil, nos sentimos vulnerables, aislados y solitarios, lo que provoca ansiedad e incertidumbre al preguntarse si alguien los está tratando de localizar mediante una llamada, mensajes o si se está diciendo algo sobre nosotros en internet.

## Síntomas[7]
- Ansiedad recurrente
- Dolor de cabeza
- Taquicardias
- Pensamientos y emociones obsesivas.

## Perfil del Nomofóbico
En cuestión de la edad, es una fobia que puede desarrollarse a cualquier edad, pero los adolescentes son los más vulnerables ya que se encuentran en la etapa en que quieren descubrirse a sí mismos y tienen más conocimientos en tecnología que las personas con más edad.
El perfil de alguien con esta fobia es una persona carente de aceptación propia, con frustraciones por la vida real y con baja autoestima. Es una persona que rechaza el hecho de tener una dependencia al celular y se justifican con argumentos sobre que tienen que estar al pendiente del trabajo, escuela, parejas o familiares. Alguien que no necesariamente tiende a estar mirando la pantalla de su celular pero que requiere indispensablemente su celular en la mano o en el bolsillo.

## Consecuencias
Las consecuencias generadas por una dependencia absoluta por el celular, es una adicción a veces incontrolable, síntomas de enfermedades o una afectación a las relaciones interpersonales reales así como la pérdida de la empatía.
La nomofobia se desarrolla como cualquier adicción ya que pasa por distintas etapas, desde la iniciación, pasando por la afirmación y terminado en la etapa de la necesidad o dependencia.
También presenta consecuencias de salud, el Instituto Mexicano del Seguro Social (IMSS) señaló que la nomofobia -trastorno psiquiátrico de adicción al teléfono celular- puede generar desde malestares en articulaciones, ojos, huesos y oídos hasta insomnio, depresión y ansiedad.
La afectación en las relaciones interpersonales también se ve afectada por el uso excesivo del celular ya que nos alejamos de las personas, amigos, familiares, compañeros de trabajo y hasta la pareja emocional, porque, aunque la causa principal de esta fobia es la aceptación y atención social, estas las buscamos a través de la pantalla de nuestro celular y no a través de la vida real y relaciones tangibles.

También existen consecuencias en los adolescentes, relacionado con lo académico.
La nomofobia, como adicción social al teléfono, tiene gran impacto en la vida diaria de los adolescentes, llevando a que sientan una gran ansiedad si no están utilizando el teléfono. Pero puede obstaculizar las tareas académicas. Esto se debe a que se produce una disminución de la atención y la concentración de las actividades diarias por estar pendiente todo el día del móvil. Además, los jóvenes con dicha adicción suelen utilizar el móvil hasta la madrugada, lo que llevaría a una disminución negativa en el rendimiento, pues dormir poco afecta a la atención y a la concentración. 
En el ámbito escolar también tiene estas consecuencias, ya que los móviles son fáciles de utilizar de forma discreta, pudiendo ocultarlo los alumnos durante las clases y utilizarlos sin que los profesores se den cuenta, favoreciendo así mucho más su adicción.

## Otras "enfermedades tecnológicas"[11][12]
Junto con la Nomofobia, y muy relacionado con el marketing, se han popularizado los nombres de otras "enfermedades tecnológicas" o tecnopatías, algunas neurológicas y otras físicas, como puede ser FOMO (Fear Of Missing Out) o angustia a perderse algo importante en las redes sociales, la Vibración fantasma, o creer que el móvil nos envía una alerta (vibración) que en realidad no se ha producido, la Apnea del Whatsapp o comprobar el WhatsApp de manera compulsiva buscando mensajes nuevos, y muchas más.